# Anzonico
Anzonico est une ancienne commune suisse du canton du Tessin.

Photo aérienne prise à 1200 m par Walter Mittelholzer (1931)

Elle a été incluse le 1er avril 2012 dans la commune de Faido, tout comme les communes de Calpiogna, Campello, Cavagnago, Chironico, Mairengo et Osco.

## Monuments et curiosités
- L'église paroissiale San Giovanni Battista fut construite à la fin du XVIIe s. Il s'agit d'un édifice à une nef et chœur carré, autel latéral sud de 1791 et mobilier datant de la fin du XVIIIe s.[1]

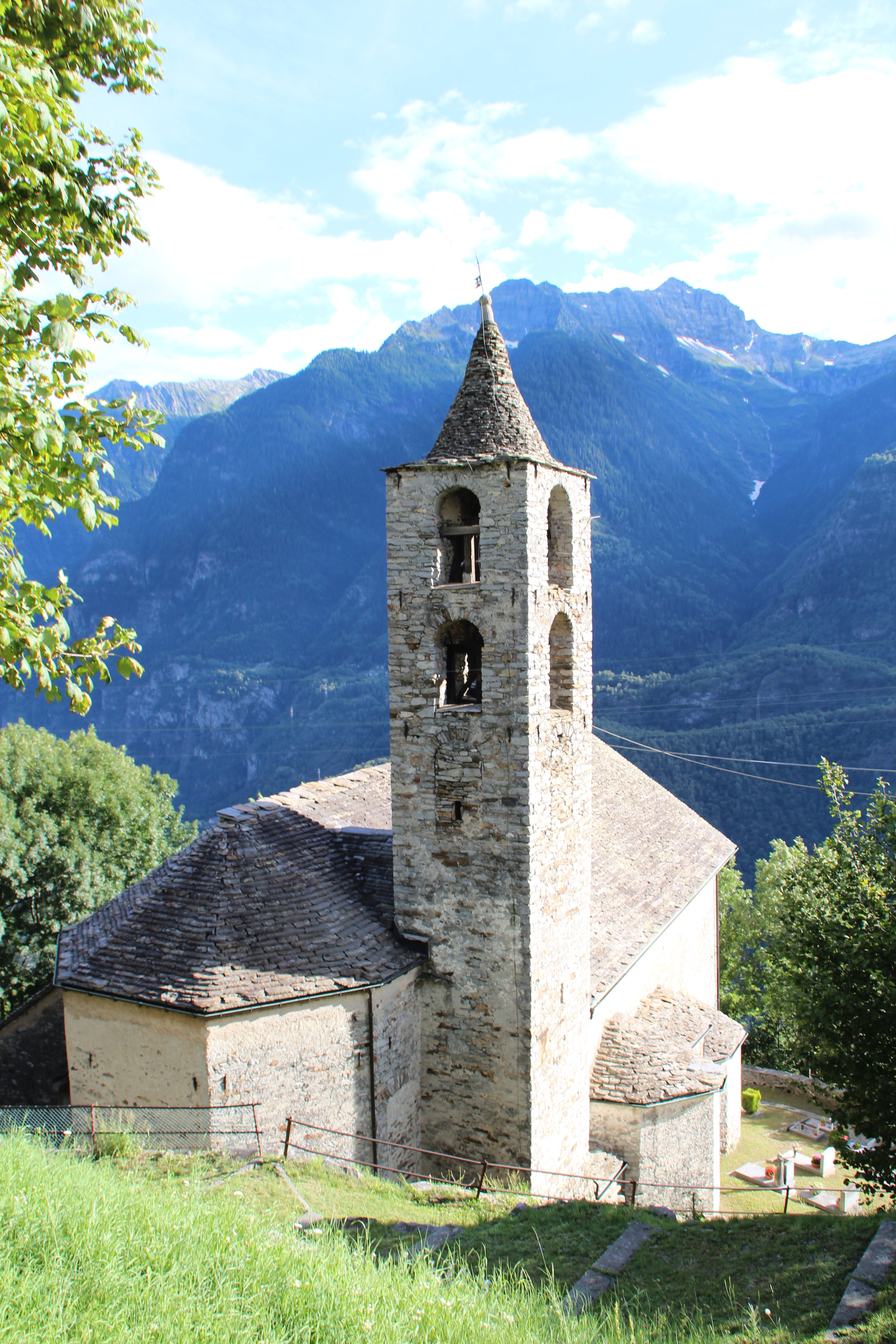
Église San Giovanni.